# Gare d'Ozouer-le-Voulgis
La gare d'Ozouer-le-Voulgis est une gare ferroviaire française de la ligne de Paris-Est à Mulhouse-Ville, située sur le territoire de la commune d'Ozouer-le-Voulgis, dans le département de Seine-et-Marne en région Île-de-France.
Elle est mise en service en 1857 par la Compagnie des chemins de fer de l'Est. La date de la fermeture de la gare au service des voyageurs est inconnue de même que celle de la démolition du bâtiment voyageurs.

## Situation ferroviaire
Établie à 84 mètres d'altitude, la gare d'Ozouer-le-Voulgis, était située au point kilométrique (PK) 48,489 de la ligne de Paris-Est à Mulhouse-Ville, entre les gares de Villepatour-Presles (fermée) et de Verneuil-l'Étang (ouverte).

## Histoire

### La gare auXIXesiècle
La Compagnie des chemins de fer de l'Est met en service la station d'Ozouer lors de l'ouverture au service commercial, le 25 avril 1857, de la section de Nogent - Le Perreux à Nangis. 
Toutefois la gare possédait un handicap important : elle n'était pas implantée à proximité du village mais à un emplacement éloigné, ce qui ne rendait pas l'utilisation de la ligne facile. En 1860, le courrier pour Ozouer-le-Voulgis a une surtaxe de 1,50 fr du fait de la distance entre le bourg et la station. En 1862, la commune propose 6 000 francs pour la réalisation d'un chemin vicinal de 1 121 mètres permettant de relier la station du chemin de fer. En 1866, le prix des places pour Paris au départ de la station est de 4,85 fr en première classe, 3,55 fr en deuxième classe et 2,50 fr en troisième classe. 
Elle est alors la dixième station de la ligne et Ozouer-le-Voulgis est une petite ville de 882 habitants. 
En 1869, elle reste une gare de faible fréquentation, elle est 352e sur les 500 stations ouvertes sur le réseau de l'Est. En 1877, les tarifs passent à 5,30 fr en première classe, 3,90 fr en deuxième classe et 2,73 fr en troisième classe pour une distance de 49 km de la capitale. En 1886, les quais de la station sont allongés et des travaux d'assainissement ont été nécessaires sur le bâtiment voyageurs.

### La gare auXXesiècle
En 1900, des plaques tournantes ont été remplacées suivant la décision ministrérielle du 19 mai 1899 et un deuxième accès à la cour des marchandises a été ouvert. En janvier 1926, suivant le vœu du 30 septembre 1925, les porteurs d'un abonnement hebdomadaire pour le train (40) 23 de la ligne de Paris à Belfort, obtiennent de la Compagnie de l'Est l'autorisation de prendre, les samedis et veilles de fêtes, les trains (40) 23 et (41) 23. En 1936, la gare est desservie par un service de banlieue dont le dernier arrêt est la gare de Longueville. Durant la période d'hiver, à Ozouer-le-Voulgis, il y a sept aller-retour chaque jour ouvrable.
La date de la fermeture de la gare au service des voyageurs n'est pas connue. On peut situer celle-ci entre 1937 et 1990 ; en effet, il est fait mention d'un chef de gare en 1937, Monsieur Rio. Cependant en 1990, dans le livre de René-Charles Plancke, « Histoire du Chemin de Fer de Seine-et-Marne », il est dit que celle-ci était fermée depuis plusieurs années. 
Les installations de la gare ont été progressivement démolies, le bâtiment voyageurs ayant subsisté jusqu’en 1996, avant de disparaître lui aussi.

## Au cinéma
Dans le film d'Yves Robert, Bébert et l'Omnibus, l'acteur Christian Marin joue le rôle du chef de gare d'Ozouer-le-Voulgis où sont tournées des scènes. 

### Iconographie
- Ozouer-le-Voulgis - la Gare (vue intérieure), éditeur Touret, (carte postale du début des années 1900).